# آرکادی آرکانف
آرکادی آرکانف (روسی: Аркадий Михайлович Арканов؛ ۷ ژوئن ۱۹۳۳ – ۲۲ مارس ۲۰۱۵) یک نمایش‌نامه‌نویس، هنرپیشه و کمدین اهل اتحاد جماهیر سوسیالیستی شوروی بود.
آرکادی بابت فعالیت‌های هنری‌اش، برندهٔ جایزهٔ «نشان مردمی روسیه» شده بود.
وی همچنین یکی از طرفداران پروپاقرصِ تیم فوتبال «تورپیدو مسکو» بود.